# Harwood Tree Improvement and Regeneration Center
El Centro de regeneración y mejora de árboles de madera dura ( en inglés : Hardwood Tree Improvement and Regeneration Center HTIRC) es un jardín botánico y arboreto, ubicado en West Lafayette, Indiana. 

## Localización
Hardwood Tree Improvement and Regeneration Center Purdue University, Northern Research Station, USDA Forest Service 715 W. State Street West Lafayette, Tippecanoe county, Indiana 47907 United States of America-Estados Unidos de América.               
Planos y vistas satelitales.40°25′26.39″N 86°54′54.26″O / 40.4239972, -86.9150722

## Historia
Creado en 1998, el "Hardwood Tree Improvement and Regeneration Center" (HTIRC), con vistas a la mejora de árboles de madera dura, está desarrollando diversas variedades de árboles bajo el nombre Greatwoods™. 
Entre las Variedades Greatwoods se incluyen el cerezo negro, nogal negro, roble rojo y roble blanco que se han desarrollado mediante el cultivo selectivo. 
El centro cuenta con una plantilla de 60 personas, incluyendo 25 estudiantes de doctorado de la universidad Purdue.

## Actividades
El "Hardwood Tree Improvement and Regeneration Center" (HTIRC) es un centro de investigación colaborativa regional, desarrollo y esfuerzo de transferencia de tecnología entre la industria, las entidades universitarias, estatales, privadas y federales para avanzar en la mejora de los  árboles de maderas duras de las regiones centrales de Estados Unidos para la mayor productividad  en la recuperación de los bosques y en los programas de reforestación.